# Râul Secheș
Râul Secheș este un afluent al râului Cocoșul. 